# Logaritme integral
En matemàtiques, la funció logaritme integral o logaritme integral, {\displaystyle \operatorname {li} (x)}, és una funció especial de rellevància significativa en problemes de física i teoria de nombres, car dona una estimació de la quantitat de nombres primers menors que un determinat valor (teorema dels nombres primers).

## Representació integral

Gràfic de la funció del logaritme integral

El logaritme integral té una representació integral definida per a tots els nombres reals positius {\displaystyle x\neq 1} per la integral definida :
{\displaystyle \operatorname {li} (x)=\int _{0}^{x}{\frac {dt}{\ln(t)}}.\;}
Aquí, {\displaystyle \ln } denota el logaritme natural. La funció {\displaystyle 1/\ln } té una singularitat en l'instant {\displaystyle t=1}, i la integral per {\displaystyle x>1} ha de ser interpretada com un valor principal de Cauchy
{\displaystyle \operatorname {li} (x)=\lim _{\varepsilon \to 0}\left(\int _{0}^{1-\varepsilon }{\frac {dt}{\ln(t)}}+\int _{1+\varepsilon }^{x}{\frac {dt}{\ln(t)}}\right).\;}

## Integral logarítmica desplaçada
La integral logarítmica desplaçada o integral logarítmica euleriana és definida com
{\displaystyle \operatorname {Li} (x)=\operatorname {li} (x)-\operatorname {li} (2)\,}
o, representat com una integral
{\displaystyle \operatorname {Li} (x)=\int _{2}^{x}{\frac {dt}{\ln t}}\,}
Com a tal, aquesta representació integral té l'avantatge que evita la singularitat en el domini d'integració.
Aquesta funció té la propietat de ser una bona aproximació del nombre de primers menors que un nombre donat {\displaystyle x}, i per tant, és la base del teorema dels nombres primers.

## Representació en forma de sèrie
La funció {\displaystyle \operatorname {li} (x)} està relacionada amb l'exponencial integral {\displaystyle \operatorname {Ei} (x)} mitjançant l'equació
{\displaystyle \operatorname {li} (x)=\operatorname {Ei} (\ln x),\,\!}
que és vàlida per a {\displaystyle x>1}. Aquesta identitat proporciona una representació en forma de sèrie de {\displaystyle \operatorname {li} (x)} com:
{\displaystyle \operatorname {li} (e^{u})=\operatorname {Ei} (u)=\gamma +\ln |u|+\sum _{n=1}^{\infty }{u^{n} \over n\cdot n!}\quad {\text{ per }}u\neq 0\;,}
on γ ≈ 0.57721 56649 01532... és la constant d'Euler-Mascheroni. Una sèrie més ràpida en termes de convergència va ser donada per Ramanujan:
{\displaystyle \operatorname {li} (x)=\gamma +\ln \ln x+{\sqrt {x}}\sum _{n=1}^{\infty }{\frac {(-1)^{n-1}(\ln x)^{n}}{n!\,2^{n-1}}}\sum _{k=0}^{\lfloor (n-1)/2\rfloor }{\frac {1}{2k+1}}.}

## Valors especials

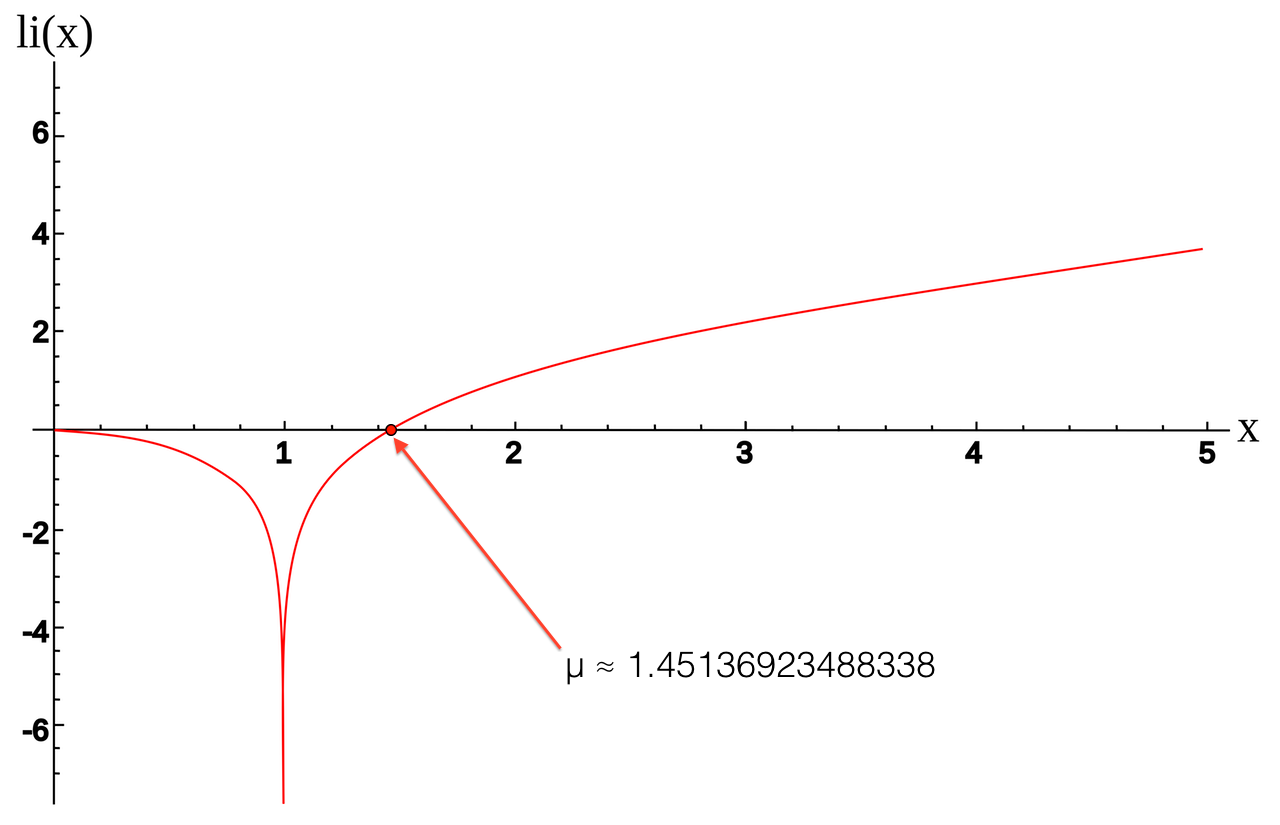
La constant de Ramanujan-Soldner en la funció del logaritme integral

La funció {\displaystyle \operatorname {li} (x)} té un zero simple positiu que s'obté per al valor x ≈ 1,45136 92.348 ...; aquest nombre és més conegut com la constant de Ramanujan-Soldner.
li(2) ≈ 1,045163 780117 492784 844588 889194 613136 522615 578151… és {\displaystyle -(\Gamma \left(0,-\ln 2\right)+i\,\pi )}, on {\displaystyle \Gamma \left(a,x\right)} és la funció gamma incompleta. S'ha d'entendre com el valor principal de Cauchy de la funció.

## Desenvolupament asimptòtic
El comportament asimptòtic de la funció quan x → ∞ és
{\displaystyle \operatorname {li} (x)=O\left({x \over \ln x}\right)\;.}
on {\displaystyle O} significa cota superior asimptòtica. L'expansió asimptòtica completa és
{\displaystyle \operatorname {li} (x)\sim {\frac {x}{\ln x}}\sum _{k=0}^{\infty }{\frac {k!}{(\ln x)^{k}}}}
o
{\displaystyle {\frac {\operatorname {li} (x)}{x/\ln x}}\sim 1+{\frac {1}{\ln x}}+{\frac {2}{(\ln x)^{2}}}+{\frac {6}{(\ln x)^{3}}}+\cdots }
Això dona el següent comportament asimptòtic més precís:
{\displaystyle \operatorname {li} (x)-{x \over \ln x}=O\left({x \over \ln ^{2}x}\right)\;.}

Cal notar, que com expansió asimptòtica, aquesta sèrie és no convergent. Aquesta és una aproximació raonable només si la sèrie es trunca per a un nombre finit de termes, i només quan es fan servir valors de {\displaystyle x} prou grans. Aquesta expansió es dedueix directament de l'expansió asimptòtica de la integral exponencial.

## Importància en la teoria de nombres
La integral logarítmica és important en la teoria de nombres, ja que és utilitzada per fer una estimació de la quantitat de nombres primers menors que un valor donat. Per exemple, el teorema dels nombres primers assegura que:
{\displaystyle \pi (x)\sim \operatorname {Li} (x)}
on {\displaystyle \pi (x)} indica la quantitat de nombres primers que hi ha per un valor menor o igual a {\displaystyle x}.
A la pràctica, la fórmula es pot utilitzar per obtenir una bona aproximació de la quantitat de nombres primers de menys de o igual a {\displaystyle x}. El valor de {\displaystyle \operatorname {Li} (x)} es manté per sobre de {\displaystyle \pi (x)} fins a un nombre extremadament gran, i molts matemàtics pensaven que sempre hauria de seguir superior. Però en 1914, Littlewood va demostrar que la diferència {\displaystyle \operatorname {Li} (x)-\pi (x)} continuava sent positiva fins a un nombre extremadament gran, i que llavors canviava de signe un nombre infinit de vegades, per als quals hi ha un nombre infinit de valors de {\displaystyle x} per als quals {\displaystyle \pi (x)} és major de {\displaystyle \operatorname {Li} (x)}.
En 1933, el matemàtic sud-africà Stanley Skewes va demostrar un límit superior per al més petit d'aquests valors. Suposant que la hipòtesi de Riemann sigui verdadera, va valuar aquest límit prop de {\displaystyle 10^{10^{10^{34}}}}. Posteriorment aquest límit, immensament gran, s'ha reduït significativament, i en l'actualitat és 1,39 × 10316.